# Schleusenhof Regow
Der Schleusenhof Regow, auch Regow-Schleuse, Regower Schleuse oder Schleuse Regow ist ein Wohnplatz der Stadt Lychen (Landkreis Uckermark, Brandenburg). Der Wohnplatz entstand 1867/8, als die Oberhavel ausgebaut und an dieser Stelle eine Schleusenanlage eingerichtet wurde. Der Name ist eine Erinnerung an das im 14. Jahrhundert wüstgefallene Dorf Rudow, dessen Name sich als Flurbezeichnung im 18. Jahrhundert allmählich zu Regow gewandelt hatte. Die Dorfstätte von Rudow lag aber nördlich des heutigen Wohnplatzes im Havelknie am Lindenberggraben, der von Osten in die Havel mündet. Die Schleuse Regow an der Havel arbeitet heute im Automatikbetrieb bzw. in Selbstbedienung.

## Lage
Der Schleusenhof Regow liegt ungefähr neun Kilometer südwestlich der Kernstadt Lychen an der Havel. Er gehörte zunächst zur Gemeinde Bredereiche und war 1980 ein Wohnplatz von Bredereiche. Der Wohnplatz liegt auf der Gemarkung von Tangersdorf, ist aber nur über Bredereiche zu erreichen. Der dort ansässige landwirtschaftliche Betrieb hat deshalb die Postleitzahl und die Telefonvorwahl von Bredereiche. Östlich des Ortes beginnt die Himmelpforter Heide mit dem ehemaligen Truppenübungsplatz Tangersdorf, der zum Naturschutzgebiet Kleine Schorfheide gehört.

## Geschichte
Das mittelalterliche Dorf Rudow wurde 1307 erstmals urkundlich erwähnt. Damals verkaufte Redekin v. Redern u. a. das Dorf Rudow, damals Rhudouue geschrieben, an Abt und Konvent des Klosters Lehnin zum Bau des Klosters Himmelpfort. 1342 wird es noch als Dorf genannt. 1375 war es bereits wüst gefallen. Der Name ist von einer aplb. Grundform Rudov (= Ort, wo Raseneisenerz vorkommt) abzuleiten. ruda bedeutet Raseneisenerz oder rote Erde. 1574 wird das Feld Rudow z. T. von den Bauern von Bredereiche genutzt. Nach dem 30-jährigen Krieg wechselte die Schreibweise allmählich (über Feld Riow zu Regow, auch Rögow). Unter dem Namen Regow ist es auch im Historischen Ortslexikon aufgeführt. Das alte Dorf lag etwas weiter nördlich im Havelknie, also nicht an der Stelle des heutigen Wohnplatzes. 1782 wurde ein Gesuch von ehemaligen Réfugiés (französischen Glaubensflüchtlingen) aus Braunsberg zur Wiederbesiedlung der Feldmark abgelehnt.
1868 wurde auf der Feldmark das Etablissement Regow-Schleuse erbaut; offiziell hieß sie Regower-Schleuse. Im Schleusenwärterhaus wohnte ein Schleusenwärter mit seiner Familie. Der Wohnplatz hatte 1868 vier Einwohner, 1925 fünf Einwohner. 1980 gehörte die Schleuse zum VEB Wasserstraßenbetrieb und -unterhaltung Eberswalde, Betriebsteil Zehdenick.
Heute liegt an dieser Stelle der zu Lychen gehörige Wohnplatz Schleusenhof Regow. Da er nur drei Kilometer von Bredereiche entfernt liegt und nur über Bredereiche zu erreichen ist, hat er eine Postleitzahl und Telefonvorwahl von Bredereiche. Im ehemaligen Schleusenwärterhaus und in einem Neubau ist heute eine Ziegenkäserei untergebracht.